# Дег (язык)
Дег (также акуло, буро, дегха) — один из языков группы гур, относящейся к саваннской семье нигеро-конголезской языковой макросемьи. Распространён в центральной части Ганы, а также в некоторых прилегающих приграничных районах Кот-д’Ивуар. Число носителей составляет 27 500 человек, из них 26 400 человек — в Гане и 1 100 человек — в Кот-д’Ивуар. Наиболее близкородственный язык — вагла. Имеет стабильное положение, используется всеми возрастными группами. Многие носители владеют также языком акан или английским.